# Eynsford
Eynsford est un village du Kent en Angleterre, dans le district de Sevenoaks.
On y trouve les ruines du Château d'Eynsford.